# Centre de recherche en droit public
Pour les articles homonymes, voir CRDP.
 (décembre 2022).
Le Centre de recherche en droit public (CRDP)  est un centre de recherche rattaché à la faculté de droit de l'Université de Montréal.

## Historique
Fondé sous le nom d'Institut de recherche en droit public en 1962 à la demande du ministre de la Jeunesse de l'époque, Paul Gérin-Lajoie pour « favoriser et [...] organiser la recherche en droit public, plus particulièrement en droit constitutionnel et administratif », l'organisme prend le nom de Centre de recherche en droit public en 1971.
Ses champs de recherche se sont diversifiés bien au-delà des domaines d’études originaires. Les réalisations du CRDP touchent aussi bien le droit du cyberespace, de la génétique humaine ou des autochtones. Multidisciplinaire, le centre oriente ses activités autour de trois axes :
- Droit et nouveaux rapports sociaux
- Droit et technologies d’information et de communication
- Droit biotechnologie et rapport au milieu.

Le CRDP est composé de seize chercheurs réguliers dont le sociologue Guy Rocher et la juriste Andrée Lajoie auxquels s’ajoutent des chercheurs invités de plusieurs universités canadiennes et d'ailleurs. Il est également le leader du Regroupement stratégique Droit et changements qui réunit des chercheurs de l’Université McGill, de l’Université Laval et de l’Université de Montréal. Ouvert sur le monde, le CRDP accueille une cinquantaine d’assistants de recherche provenant d’une dizaine de pays.
Le Centre de recherche en droit public est actuellement sous la direction du professeur Karim Benyekhlef et représente le plus grand centre de recherche en droit au Canada.

## Directeurs
| Années      | Directeur           |
| ----------- | ------------------- |
| 1961 - 1963 | Jean Beetz          |
| 1963 - 1969 | Pierre Carignan     |
| 1969 - 1972 | Gilles Pépin        |
| 1972 - 1976 | André Tremblay      |
| 1976 - 1980 | Andrée Lajoie       |
| 1981 - 1985 | Pierre Carignan     |
| 1985 - 1989 | Patrick A. Molinari |
| 1989 - 1994 | Pierre Trudel       |
| 1994 - 1999 | Jacques Frémont     |
| 1999 - 2003 | Ejan Mackaay        |
| 2003 - 2006 | Pierre Noreau       |
| 2006 - ...  | Karim Benyekhlef    |

## Chercheurs réguliers et personnel de recherche
Le CRDP est composé de chercheurs réguliers (présents au Centre), associés, invités et de collaborateurs qui participent à l'ensemble des recherches menées au CRDP.
Chercheurs réguliers :
- Karim Benyekhlef
- Jacques Frémont
- Jean-François Gaudreault-Desbiens
- Vincent Gautrais
- Ysolde Gendreau
- Andrée Lajoie
- Violaine Lemay
- Thérèse Leroux
- Ejan Mackaay
- Patrick A. Molinari
- Nanette Neuwahl
- Pierre Noreau
- Guy Rocher
- Stéphane Rousseau
- Hélène Trudeau
- Pierre Trudel

Les agents et les assistants de recherche ainsi que les stagiaires complètent le personnel de recherche. Chacun de ces membres est intégré à l'une des équipes de recherche du Centre ce qui lui permet à la fois de développer les rudiments de la recherche, d'explorer des nouveaux pans du droit et de progresser dans son propre domaine. Les étudiants de tous les cycles d'études sont acceptés dans nos équipes dès lors qu'ils font preuve d'une certaine curiosité intellectuelle.

## Activités
Les activités du Centre sont très diversifiées. Un cycle de conférences est organisé chaque année permettant de réunir des intervenants de différents horizons qu'ils soient géographique ou disciplinaire. Le séminaire étudiants est une formule très appréciée puisqu'elle favorise la discussion autour d'une recherche menée par un étudiant (au doctorat ou à la maîtrise). Les ateliers offrent une autre possibilité de débats et de discussions, de manière plus informelle autour d'un café. Enfin, les stages permettent à des étudiants de premier cycle de faire leurs premiers pas dans la recherche sous la tutelle d'un chercheur compétent et d'une équipe motivante.